# Lingua attivo-stativa
In linguistica si parla di lingua attivo-stativa, o più brevemente di lingua attiva, se l'argomento di un verbo intransitivo può essere a volte marcato come l'agente di un verbo transitivo (ossia come il soggetto in italiano) e a volte come un complemento oggetto. In breve, il caso dell'argomento di un verbo intransitivo (spesso indicato con S) varia in base a criteri linguospecifici. Questi criteri tendono a dipendere dall'intensità con cui l'azione può essere controllata dal soggetto.
Si può definire una suddivisione in due gruppi di lingue attive-stative:
- Se ogni verbo intransitivo supporta solo uno dei due casi si parla di lingua split-S. In una lingua del genere l'argomento di un verbo intransitivo come cadere sarà sempre contrassegnato come l'agente (soggetto), anche se l'azione di cadere è involontaria. Un verbo come dormire sarà invece indicato come paziente (o complemento oggetto).
- Se invece il parlante può scegliere come indicare l'argomento, si parla di lingua fluid-S. In questo modo è possibile dare una maggiore sfumatura riguardo al grado di volontà che il soggetto applica nell'azione.

Se il linguaggio presenta un sistema di casi morfologici, allora il soggetto di un verbo transitivo è contrassegnato col caso agentivo e il complemento oggetto col caso pazientivo, mentre l'argomento di un verbo intransitivo può essere indicato a seconda dei casi con l'uno o con l'altro.
I linguaggi che non utilizzano le declinazioni possono indicare il caso con un particolare ordine delle parole, usando per esempio apposizioni. Per esempio l'agente può seguire il verbo e il paziente può precederlo.
Per lo più, ad essere contrassegnato in qualche modo tende ad essere l'argomento agentivo, mentre il pazientivo tende a non esserlo. Se un caso non è contrassegnato da una flessione morfologica, tende ad essere un pazientivo.